# Ostrov (film, 2023)
Ostrov je dobrodružná komedie režiséra a scenáristy Rudolfa Havlíka. Hrdinové filmu, manželé Richard a Alice, se vydávají na dovolenou v tropickém letovisku, přičemž Richard Alici oznámí, že se s ní chce rozvést; když po ukvapené cestě zpět jejich let ztroskotá a ocitnou se na opuštěném ostrově, jsou nuceni spolupracovat a zapomenout na své spory.
Natáčení snímku proběhlo na konci roku 2021 v Thajsku; první trailer k Ostrovu byl vydán 11. listopadu 2022.
Snímek, s podtitulem Dovolená za trest, měl v českých kinech premiéru 2. února 2023; vyšel též jako kniha.

## Obsazení
| Jiří Langmajer | Richard Majer                     |
| Jana Plodková  | Alice Majerová, manželka Richarda |
| Tereza Slánská | Veronika Majerová, jejich dcera   |
| Ted Otis       | pilot kpt. Jimmy Holiday          |

## Recenze
- Mirka Spáčilová, Mladá fronta DNES / iDNES.cz  50 %[5]
- Tomáš Chvála, Kinobox,  60 %[6]